# Meioneta arida
Meioneta arida är en spindelart som beskrevs av Léon Baert 1990. Meioneta arida ingår i släktet Meioneta och familjen täckvävarspindlar. Inga underarter finns listade i Catalogue of Life.